# Bubsy in: Fractured Furry Tales
Bubsy in: Fractured Furry Tales (Bubsy en: Cuentos Peludos Fracturados en español) es un videojuego de plataformas desarrollado por Imagitec Design y publicado por Atari en diciembre de 1994. Fue la tercera entrega de la serie Bubsy, siendo el único que se lanzó exclusivamente en la videoconsola Atari Jaguar. El título es un juego de palabras en inglés que hace referencia a Fractured Fairy Tales, un segmento de la serie animada The Rocky and Bullwinkle Show.

## Jugabilidad
El juego es muy similar a los 2 anteriores, Bubsy in Claws Encounters of the Furred Kind y Bubsy 2. Se desarrolla en plataformas sidescrolling en 2D. Mientras el objetivo del juego sigue siendo superar los niveles, este juego pone mayor énfasis en los juegos de puzles, complicando un poco más superar el juego.
Como el título del juego deja a la imaginación, la temática de los niveles del juego está basada en cuentos de hadas, como Las aventuras de Alicia en el País de las Maravillas, Jack y las habichuelas mágicas, Ali Babá, Veinte mil leguas de viaje submarino y Hansel y Gretel. En el juego, todos estos cuentos han sido corrompidos y Bubsy tiene que ocuparse de solventar dichos problemas para proteger a los niños del mundo.
El juego no guarda las partidas, sino que genera contraseñas para que el jugador pueda continuar por donde se quedó.

## Recepción
Bubsy in Fractured Furry Tales ha recibido un montón de revisiones de todo tipo. A pesar de recibir una puntuación de 6,4/10, Electronic Gaming Monthly dijo que era un gran juego, añadiendo "Los fanes de Bubsy querrán mucho esta edición del famoso bicho, la cual pondrá a prueba a los más veteranos de la serie, debido a su dificultad. Los niveles son inmensos y sus detalles y sonido son asombrosos." GamePro dijo que "Bubsy ofrecía un montón de cosas buenas, pero también malas", citando sus gráficos coloridos, pero sus malas animaciones, su buena música pero sus males efectos de sonido, un control inconsistente y una detección de colisiones. Next Generation dijo que era muy colorido y visual, pero demasiado genérico, concluyendo con: "No es un mal juego, pero los usuarios tal vez prefieran Zool 2, que es un poco más divertido e innovador."
Las críticas retrospectivas fueron aún más negativas. IGN dijo que, a pesar de estar diseñado en cuentos de hadas, estaba muy forzado el juego, haciendo destacar la pérdida de elementos añadidos en Bubsy 2, dando una sensación de vacío en el juego en general. Atari HQ también fue crítica con el juego, citando una combinación de controles malos y mucha dificultad, incitando a los usuarios a decantarse por el Rayman original, debido a su superioridad en gráficos y sonido. Algunas revisiones lo calificaban como muy similar a sus entregas anteriores, más bien mediocre. Además, varios revisores dijeron que sus gráficos estaban al nivel de Super NES.
El libro Inside Electronic Game Design de Arnie Katz dice que se vendieron unas 50.000 copias en los 6 primeros meses, tras su lanzamiento, llegando a producir tan solo un total de 60.000.